# 町あかり
町 あかり（まち あかり、1991年5月28日 - ）は、東京都出身の日本の女性シンガーソングライター、タレント。作詞・作曲・楽器演奏・衣装まで自身でプロデュースしている。

## 来歴
2010年8月、新横浜BeLL'sにてライブ活動開始。以降、東京都・神奈川県のライブハウス中心に定期的にライブ活動を行う。
2011年9月、漣研太郎とピストルモンキーズが催した漣の妹オーディションにて準グランプリ。以降たびたびライブに参加した。
2012年10月、ポップフェスin町田2012にて学生部門グランプリを受賞した。12月、ニコニコ動画生うたオーディションにて、1次および2次オーディションを通過し、決勝大会に進出した。
2013年5月、主題歌および出演した学生映画『ぽんぽん』が、第25回東京学生映画祭にて実写部門グランプリを受賞した。テレビ朝日『musicる TV』の「もしかしたら売れるかもしれないメジャーデビューしてないアーティストが見れる店」のコーナーに初登場。8月、秋葉原パセラリゾーツ7F P.A.R.M.Sで開催されたイベント「musicるフェス〜もし売れ祭〜」に出演。大トリを務める。10月、デジタルシングル『もぐらたたきのような人/コテンパン』、1stアルバム『町あかり全曲集 その1』をリリース。JOYSOUND・DAMにて、楽曲のカラオケ配信開始。『musicるマンディ』に出演、ヒャダインとトーク&セッション。宝塚大学東京新宿キャンパス学園祭〈第七回 宝翔祭〉に出演した。11月、タワーレコード渋谷店・秋葉原店、HMV大宮店の各所にてインストアイベント開催。以降定期的に各所にてインストアイベントを開催する。カラオケJOYSOUND品川港南口店1日スタッフとしてイベントを開催した。
2014年1月、『町あかりオフィシャルYouTubeチャンネル』を開設し、町あかり情報局をスタートした。3月、フランスのテレビネットワークNolifeにて、「もぐらたたきのような人」のPVがオンエアされた。7月、楽曲提供および出演した映画『あんこまん』がmoosic lab 2014に出品され特別賞とミュージシャン賞を受賞した。恵比寿LIQUIDROOMにて行われた電気グルーヴ25周年記念ワンマンライブにフロントアクトとして出演した。9月、生フルーツ専門店『フルフール御殿場』のラジオCM曲を提供した。
2015年4月、タワーレコード横浜店のイベントにおいて、2015年初夏にビクターエンタテインメント VERSIONMUSICよりアルバムをリリースすることを発表した。6月、「ア、町あかりメジャーデビュー前夜祭 in タワー渋谷!」と銘打って、ミニライブ＆サイン会が行われた。当日、フジテレビ『めざましテレビ』の取材が入った。フジテレビ『めざましテレビ』の「ど～YOU KNOW?」のコーナーで特集された。「祝!本日メジャーデビュー記念日ライブ! in タワー渋谷」と銘打って、メジャーデビューアルバム『ア、町あかり』発売日に、ミニライブ＆サイン会が行われた。以降各所にて、メジャーデビュー記念ライブが行われた。8月、日本テレビ「24時間テレビ」のチャリティーイベントとして、イオンモールとなみ（富山県砺波市）でミニライブが行われた。9月、メジャー初シングル『もぐらたたきのような人』のフラゲ日に、新天町ミュージックプラザインドウ（福岡県福岡市）でインストアライブが行われ、インストアライブ異例のアンコールもあった。
2016年6月、Eggman tokyo eastのワンマンライブで、同年8月24日にビクターエンタテインメントよりNewアルバム『あかりの恩返し』をリリースすることを発表した。9月、Eggman tokyo eastのワンマンライブで、アルバム『あかりの恩返し』収録「嫌われたくない」が、10月4日よりテレビ東京系「開運!なんでも鑑定団」のエンディングテーマに決定したことが発表された。
2017年2月、ビクターエンタテインメントよりスペシャル映像入りビデオカメラ（GZ-E109-R）が限定発売された。3月、Eggman tokyo eastのワンマンライブ他で、FM NACK5『町あかりの町のどうぶつ園』のレギュラーパーソナリティが決定し、4月4日より毎週火曜日（21:45-22:00）に生放送されることが発表された。4月、同年5月31日にビクターエンタテインメントより2ndシングル『YABOったい』のリリースが決定したことが発表された。4月、同年6月3日に公開の中村祐太郎監督の映画「女流闘牌伝 aki -アキ-」の主題歌を担当することが発表された。6月、FM NACK5『町あかりの町の動物園』のオンエアで、同年7月26日にビクターエンタテインメントよりNewアルバム『EXPO町あかり』をリリースすることを発表した。
2018年3月、Eggman tokyo eastのワンマンライブ他で、5月23日にベストヒット☆ポンチャック（カセット版）が発売されることが発表された。併せて宅録であることも発表された。4月、2018年夏頃、町あかりが作った楽曲を池尻ジャンクションがバンド生演奏した4thアルバムをビクターからリリースされることがtwitter上で発表された。その後、発売日が7月4日、タイトルが「収穫祭！」であることが発売された。。5月、もぐらたたきのような人を石野卓球がアレンジし、もぐらたたきのような人2018として5月30日に配信開始、7月18日に10インチシングルとしてリリースされることがtwitter上で発表された。12月、フジテレビ『じゃじゃじゃじゃ〜ン!』内のコーナー「うたのじかん」にて、うたのお姉さん役で出演。
2019年12月、Eggman tokyo eastの営業終了に伴い、定期公演「町あかり被害者の会」がVol.30をもって一旦終了。
2020年1月29日、町あかりプロデュース、2ピースバンド「ぼんぼん花ーーー火」アルバムデビュー。全曲町あかり作詞作曲。2月9日、ソングラインズ渋谷に会場を移し、定期公演「町あかり被害者の会」が、Vol.31として再開。まてこの公演のMCで、2019年12月末をもって、所蔵していたアワーソングスとの契約が終了したことがアナウンスされた。2月25日、オフィシャルTwitterアカウントにて、公式サイトのリニューアルが発表された。また、リニューアル公式サイトでは、オフィシャルファンクラブ「町あかり神社」の創設が告知された。6月24日、町あかりプロデュース、配信専門レーベルチュンチュンレコードのオムニバス2枚組CD「たのしいチュンチュンレコード」をリリース。8月4日、町あかり初著書「昭和歌謡曲ガイド」青土社より出版。10月21日、日本コロムビア移籍。アルバム「それゆけ！電撃流行歌」をリリース。10月28日、アルバム「別冊！電撃流行歌」をリリース。
2021年コロナ禍、文化芸術活動継続の一つとして、町あかり作品【令和のNEW童謡】を歌う姉妹の動画をYouTubeEへ投稿。
2025年7月27日、9月に開催されるクロちゃん主催の大型フェス「クロフェス2025 6年目！クロフェスと結婚するしん！」にて福島県代表として初選出が発表。

## 楽曲
平成生まれながら、音楽性は1970年代 - 1980年代頃の歌謡曲に影響を受けており、楽曲のスタイルは、ジャズ、テクノ、ロック、アイドルポップ、ラテン等幅広いジャンルを取り入れている。

## 人物・エピソード
- 影響を受けたアーティストとしてサザンオールスターズ・沢田研二・岩崎宏美・筒美京平・森雪之丞等を挙げている[7]。
- 旧芸名は、雨いずみと言う名義であったが、姓名判断で良くないと言われ改名した[8]。
- タイトルから曲を作る事が多く、歌謡曲を作ろうとして作っている訳ではなく、曲を作ると自然と歌謡曲テイストになっている[9]。
- 2014年5月5日、東京都心地震の街頭インタビューを町あかりと認識されずに受け、日本テレビ『ZIP!』等で放送された[10]。
- 学園祭出演をきっかけに、宝塚大学とコラボしたフリーペーパー『町×ヅカ』が定期的に発行されていた。
- 幼少期から動物好き[11]。特に鳥が好きで無類の文鳥好き。

## ライブ
- 毎月『神楽坂劇場「星組公演」』と銘打って投げ銭ライブを行っていた。
- 隔月でEggman tokyo eastにてライブを行っており、自らがDTMで制作した打ち込み音源またはカラオケに合わせによる歌唱、バラード等ではアコースティック・ギター等で弾き語りもする。隔月（上記と交互）で新横浜ベルズにてライブを行っており、当初は前述と同じ様な内容であったが、現在は町あかりガールズバンドでの歌唱となっている。
- 定期的に『あかりちゃんまつり』という、自身が曲を提供した人物や関係のある人物をゲストに呼んで主催イベントを行い、『町あかりのチュンチュン日記』という鳥好きのアーティストをゲストに迎えたイベントを行い、『町あかりのばぶばぶランド』という赤ちゃん＆ママのためのライブをばぶばぶランドというユニットを組んで行っている。不定期に『町あかりの発散会』と銘打ったDJライブ、和ラダイスガラージでのゲストライブに出演、バックバンド「池尻ジャンクション」とのライブを行い（2018年7月には「町あかり&池尻ジャンクション」名義で全曲演奏した『収穫祭！』が発売される）[5]『町の流し』というラジカセのオケと拡声器で歌うミニライブを行う。関東を中心とした対バンライブに出演している。
- 町あかりの歌謡曲研究所（毎月）
- 町あかりの被害者の会（隔月）
- 町あかりの楽しい休日（隔月）

## ディスコグラフィ

### アナログシングル
| 発売日         | タイトル                                                                      | 規格品番      | 収録曲                                                                                  | 備考                                      |
| -------------- | ----------------------------------------------------------------------------- | ------------- | --------------------------------------------------------------------------------------- | ----------------------------------------- |
| 2016年4月27日  | もぐらたたきのような人                                                        | EXT-704       | 1. もぐらたたきのような人 2. あのコは高画質                                             | レーベル：ExT recordings、ASIN B01E8METUC |
| 2016年9月21日  | 最高のセットリスト                                                            | EXT-705       | 1. 最高のセットリスト 2. メモリーズ・メゾン                                             | レーベル：ExT recordings、ASIN B01K4P70QM |
| 2018年7月18日  | もぐらたたきのような人 2018 / 町あかり&石野卓球                               | KSJL-6198     | 1. もぐらたたきのような人 2018 (Dance Mix) 2. 前略、もぐらの穴から。 / A Mole in A Hole |                                           |
| 2018年10月17日 | ナンタラカンタラっていう人/電球を替えてくれた人 / 町あかり&池尻ジャンクション | JS7S-209      | 1. ナンタラカンタラっていう人 2. 電球を替えてくれた人                                   |                                           |
| 2020年10月21日 | 港が見える丘                                                                  | WRG-702       | 1. 港が見える丘 2. 上海帰りのリル(別冊VERSION)                                          |                                           |
| 2024年4月20日  | 常磐ディスコ港町/黒帯フィーバー                                               | SD-558 SD-559 |                                                                                         |                                           |

### 配信シングル
| 発売日         | タイトル                                                                | レーベル                        |
| -------------- | ----------------------------------------------------------------------- | ------------------------------- |
| 2013年10月2日  | もぐらたたきのような人/コテンパン                                       | タウンレコード、品番：TRMA-1001 |
| 2018年5月30日  | もぐらたたきのような人2018 / 町あかり＆石野卓球                         | キューンミュージック            |
| 2020年4月1日   | 窓をあけてよ / 町あかり with 宝塚大学                                   | チュンチュンレコード            |
| 2021年7月7日   | もぐらたたきのような人(ハード・ロックver.) / 町あかりの町田バンドヤロウ |                                 |
| 2021年8月4日   | One-Way Road                                                            |                                 |
| 2021年9月15日  | コテンパン(ハード・ロックVer) / 町あかりの町田バンドヤロウ              |                                 |
| 2021年10月20日 | 人生のデザート 〜THANK YOU FOR THE MUSIC〜 (with 成瀬英樹Band)          | 日本コロムビア/NIPPONOPHONE     |
| 2021年12月8日  | のっぴきならない事情(ハード・ロックver.) / 町あかりの町田バンドヤロウ   |                                 |
| 2022年1月1日   | 踊るよ! フルフール                                                      | 日本コロムビア/NIPPONOPHONE     |
| 2022年1月20日  | Dead In A Hundred Years                                                 |                                 |
| 2022年2月23日  | Dead In A HundredYears(Another Ver.)                                    |                                 |
| 2022年3月16日  | You've Saved Me Before                                                  |                                 |
| 2022年5月25日  | 恋人にもうみえない / うちの会社は会議が多い                             | 日本コロムビア/NIPPONOPHONE     |
| 2022年7月20日  | そういう風の吹きまわし(Movie ver.) / 町あかり×小川あん                  |                                 |
| 2022年8月10日  | カランコロン日和                                                        |                                 |
| 2022年8月31日  | Ha!ction / Machi Akari×DJ captivate                                     |                                 |
| 2023年4月26日  | One-Way Road (for the world)                                            | Machi Akari and Ah! Kagerou     |
| 2023年5月31日  | Thank You, Mr. Earth                                                    | ソルシエロ                      |
| 2023年7月5日   | Bon-Bon-Bon Odori / 町あかり×DJ CAPTIVATE                               |                                 |
| 2023年8月30日  | 地球のお背中流します(Pop ver.)                                          | ソルシエロ                      |
| 2023年12月15日 | Be Mosquitoes!                                                          |                                 |
| 2024年1月17日  | Good Udon & Soba                                                        |                                 |
| 2024年2月21日  | OMAKASE As You Like                                                     |                                 |
| 2024年2月28日  | 地球出禁にしていいよ                                                    |                                 |
| 2024年3月20日  | 常磐ディスコ港町                                                        |                                 |
| 2024年4月24日  | 六本木村～今夜はスイキョー！～                                          |                                 |
| 2024年5月29日  | Happy Sontaku                                                           |                                 |

### 配信EP
| 発売日         | タイトル                | 収録曲                                                                                             | レーベル   |
| -------------- | ----------------------- | -------------------------------------------------------------------------------------------------- | ---------- |
| 2014年11月5日  | いちめんのコスモス - EP | 1. いちめんのコスモス 2. アッチャ～ 3. ウッソみたい! 4. おしゃべりお月さん                         |            |
| 2023年10月23日 | Pon Poko Pon! - EP      | 1. Pon Poko Pon! (英語ver.) 2. Umami In My Life 3. Acharapa Paradise 4. Pon Poko Pon! (日本語ver.) | ソルシエロ |

### カセットテープ
- ベストヒット★ポンチャック（2018年5月23日リリース、レーベル：MY BEST!RECORDS、品番：MYRD-123）
  - 嫌われたくない
  - いちめんのコスモス
  - 自律神経乱れ節
  - アッチャ～
  - コテンパン
  - 嫌われたくない
  - とんでもない!結構です!大丈夫です!
  - どっちでもいいヨ
  - ほら、やっぱり
  - のっぴきならない事情
  - お悩み相談室
  - 夜は早く寝て

### コンピレーションアルバム
- 新横浜BeLL's 15th アニヴァーサリー・コンピレーション・アルバム（2012年5月4日リリース）
  - 電車はドラマティック

### トリビュートアルバム
- ザ・ピーナッツ カヴァー・ソングス 愛しのピーナッツ 青盤（2016年12月14日リリース レーベル：ビクターエンタテインメント、品番：VICL-64687）
  - ふりむかないで
- 町あかりのガムシャLAND Vol.1（2022年12月3日）
  1. あなたシンパ〜オタクより愛をこめて〜 (Cover) / RiKa
  2. ラーメンは軽犯罪 (Cover) / たかやのりこ☆
  3. 宵っ張りのミンク (Cover) / たかやのりこ☆
  4. おもんぱかるガンマン (Cover) / 燦
  5. あたしオートクチュール (Cover) / CHI！YO
  6. 医者に止められてます (Cover) / CHI！YO
  7. 涙袋に15分 (Cover) / ももねさき
  8. さっぱり橋 (Cover) / 迷い道くね子
  9. 廉価版小唄 (Cover) / ももねさき
  10. あなたシンパ〜オタクより愛をこめて〜 (Cover) / 超アイドルちぃちゃ

### 配信限定
- 2020年10月28日 COKM-42967
  - 上海帰りのリル（別冊Ver.）
  - 憧れのハワイ航路（別冊Ver.）
  - サーカスの唄（別冊Ver.）
  - 港が見える丘（別冊Ver.）

### DVD
- 町あかりの絵の出るレコード?（2016年2月21日リリース）
  - 町あかりのカランコロン日和 有楽町・日比谷編
  - 町あかりのチュンチュン日記
  - 町あかりのカランコロン日和 高円寺編

### その他
- ぼんぼん花ーーー火（2020年1月29日リリース なりすコンパクトディスク/ハヤブサランディング）
  - 寝ても眠い
  - 頑張ったからハイ！シール
  - 宿題やったけどウチに忘れました
  - 改札口で家のカギ
  - 犬のフンは飼い主が始末しましょう
  - 特殊な訓練を受けています
  - テストの端っこ折ってる
  - 褒められてのびる夏
  - 関係者以外立ち入り禁止
  - お母さんが決めてくれた
- たのしいチュンチュン・レコード（2020年6月24日リリース 発売元：MYBESTRECORDS　商品番号：MYRD-137/8）
  - 配信専門レーベルチュンチュンレコードの2枚組グレイテスト・ヒット。
- Disc1
  - 町あかり/チュンチュン・レコードのうた
  - ハザマリツ/自律神経乱れ節（metalver,)
  - まみぴん/電球を替えてくれた人
  - 郡山太郎/僕の生まれは郡山
  - 音符盤内/大丈夫よ
  - かなちょ/夢という小鳥
  - アイハラミホ。/静岡の激しいミカン
  - アリサ・デデトックス×isao/ぽんぽん
  - 樋口舞/あれもこれも天ぷら
  - 夢姫しほ/わくわくインフルエンザ
  - Ritsu/電球を替えてくれた人
  - GON/電球を替えてくれた人
  - 南中菜友/あなたへ一直線
  - 曼殊沙華/物好きなキューピット
  - しゅがあ百恵/大丈夫よ
  - ロブスターズ/ハイヒールが折れたわ
  - 星野明美（岡野真也）/長所はスーパーネガティブ
- Disc2
  - 篤也響究拓光/言ってもいいこと悪いこと
  - 岩澤あゆみ/あのコは高画質
  - 渡辺ユキヲ/大丈夫よ
  - CHIYO/すれっ枯らしのショーガール
  - 平山ゆう with Kuntan/やさしい麦茶
  - 葉月菜友/ごはんがおいしいな
  - 嘴音杏/とっぴんぱらりのぷー（大人編）
  - 夜空仁/東京名物・人混み
  - SongiL/Sentimental Boy
  - もちか/激辛デスソースの人生
  - 橘あや/メモリーズ・メゾン
  - 小浜里砂/いい子にしてたらこうなった
  - ア、かげろう/歌なんか歌ってる場合いじゃない！
  - ボンバー☆チャマタソ。/30歳の赤ちゃん
  - 北見焼肉アイドルMeatYou/IQがジューになった
  - 松竹史桜/今日にありがとう
  - 町あかり/窓をあけてよ

## 他アーティストへの提供曲
- ミックスナッツハウス
  - 検索、検索!（作詞）
- ばんびと薔薇
  - ハートが疲れてる（作詞・作曲）
  - 素敵なフェリー二人旅（作詞・作曲）
- チャマタソ。（ボンバー☆チャマタソ。）
  - ヒントがほしい（作詞・作曲）
  - Sentimental Boy（作詞・作曲）
  - ごはんがおいしいナァ!（作詞・作曲）
  - 分かってないね！いぶし銀
  - マネージャー通してください！
  - バナナは腐りかけが一番うまい
  - オトナはウソつきだ！
- 姫乃たま
  - たまちゃん!ハーイ（作詞・作曲）
  - おんぶにダッコちゃん（作詞・作曲）
  - ご褒美はなんだろう（作詞・作曲）
  - 脳みそをマッサージ（作詞・作曲）
  - 手弁当でまいります（作詞・作曲）
  - 好きになったらどうしましょう（作曲）
  - お母さん、たまが妖怪になってるよ（作曲）
  - バーヨコハマ（作曲）
  - やすらぎインダハウス（作曲）
  - ああ人生、迷子丸（作詞・作曲）
- 紅茶パレット
  - かっとばせ～、み・ん・な!（作詞・作曲）
- ブルートリップ.
  - アンタの友達じゃナイ!（作詞・作曲）
  - やさしい麦茶（作詞・作曲）
  - ホッカイロかよマスクかよ（作詞・作曲）
- 痛ドル
  - ひびの入ったコーヒーカップ（作詞・作曲）
  - 街を歩けば（作詞・作曲）
- アイハラミホ。
  - 防犯カメラが知ってる（作詞・作曲）
  - 静岡の激しいみかん（作詞・作曲）
- ASガールズ（インテグラル）
  - お化粧室はWAR!（作詞・作曲）
- ふわりふわり
  - 寄りかかってゴメンなさい（作詞・作曲）
- 寺嶋由芙
  - 終点、ワ・タ・シ。（作詞・作曲）
- ギャランティーク和恵
  - 夜に起きるパトロン（作詞・作曲）
- 美広まりな（ゴリな）
  - 激辛デスソースの人生（作詞・作曲）
- ニュー昭和万博
  - ああ人生、迷子丸（作詞・作曲）
  - アチャラパ天国（作詞・作曲）
- 郡山太郎
  - ボクの生まれは郡山（作詞・作曲）
- 樋口舞
  - 2000円札のうた（作詞・作曲）
  - あれもこれもてんぷら（作詞・作曲）
- 嘴音杏
- アルバム「演じるくちばし」（2019年6月21日発売）
- 町あかりプロデュース（全曲町あかり作詞作曲）
  - 適度に楽しむ遊びです
  - とっぴんはらりのぷー
  - 君はプッツン！
  - 女歴25年
  - Mr.生き恥
  - すれっ枯らしのショーガール
  - 付けたかったら付けろよ
  - 適度に楽しむ遊びです
  - 嘴音のタロット占い
  - 愛の歯ごたえ
  - 左側通行の国
- もちか。
  - Am Ia bit strange?
- 小浜里砂
  - うちの会社は会議が多い
  - 大陸恋慕
- 亀田増美
  - 主婦のこころ節約術
- タブレット純
  - さっぱり橋
- えりみさ
  - おちゃっぴいな二人
- 林健一
  - ねぇ閑古鳥
- 横濱園本舗
  - ファンタジーハンナのテーマ（オープニング）
  - 秘密組織パンサーもものテーマ（敵キャラソン）
  - 愛の墨（エンディング曲）
- 映画音楽
  - そういう風の吹きまわし（歌・小川あん）
  - お忘れ物なさいませんように
  - 新しい風（共作詞・中村祐太郎）
  - 僕は馬だ（作詞・中村祐太郎）
- 平山ゆう
  - ちょっとパワースポット
- 星隈瞳
  - 雨

### 著書
- 町あかり昭和歌謡曲ガイド（2020年8月4日 青土社）
- 町あかり『男はつらいよ』全作品ガイド（2022年4月26日 青土社）
- 紙芝居　ブンちゃんは見ている

## 出演

### テレビ
- musicる TV（テレビ朝日）
- オモハラTV（TOKYO MX）
- ウタ娘（テレ玉）
- MUSIC LAUNCHER（チバテレ）
- うたの王様（とちぎテレビ）
- お〜でぃえんすV（テレビ埼玉）
- めざましテレビ（フジテレビ）
- めざましどようび（フジテレビ）
- saku saku（tvk）
- 24時間テレビ（北日本放送）
- マチコミ（テレ玉）
- うたなび!（TOKYO MXBS12 トゥエルビ ほか）
- 未来定番曲～Future Standard～（テレ玉・BS12 トゥエルビ ほか）
- あなたが出会った昭和の名曲（BS11）
- じゃじゃじゃじゃ〜ン!（フジテレビ）内コーナー「うたのじかん」うたのお姉さん役

#### musicる TV
テレビ朝日『musicる TV』の「もしかしたら売れるかもしれないメジャーデビューしてないアーティストが見れる店」のコーナーに、2013年5月27日放送回初登場。その後、たびたびおかわり（番組内にて司会のヒャダインと綾小路翔より追加情報を調査依頼されること）され、「待望の番組コーナー発となる有望な人材」と司会の2人より評価される。
その後もたびたび番組内で話題にされ「ミスもし売れ」の称号を得る。以降、コーナーの冒頭において「今週の町あかり情報」としてライブやイベントの等の活動の情報が紹介されている。musicるアーティストエリアランキング全国1位を獲得（2013年6月より同年11月集計まで。※2013年11月現在）。2014年1月6日放送回では、第1回輝け!もし売れ大賞にて大賞を受賞した。
2015年6月22日深夜放送回（関東他）のNewsるのコーナーで、番組が発掘「町あかり」がメジャーデビューとして紹介された。また、司会のヒャダインと綾小路翔より元カノと言われた。

### ラジオ
- 今夜もオトパラ!（ニッポン放送） - 月曜：音楽パラダイス
- PRENCOの気分は☆グルービー!!!（TOKYO FM）
- Tresen+（Fm yokohama 84.7）
- 今西祐介のハロアル・レディオ（レインボータウンFM）
- SUNDAY FLICKERS（JFN）
- 神部冬馬のMUSIC PASSPORT（調布FM）
- FMサウンドクルーズ（NHK横浜放送局）
- ミュージックライン（NHK-FM）
- AIRJAM FLICK MOTION（Date FM）
- おひるま協同組合（静岡エフエム放送）
- Fujiyama Sunset（富士山GOGOエフエム）
- 帰ってきた、今夜もオトパラ!（ニッポン放送）
- CHIEMIKO 想ワレディオ（FM-FUJI）
- 小堀勝啓の新栄トークジャンボリー（CBCラジオ）
- 大沢悠里のゆうゆうワイド（TBSラジオ）
- OS☆Uのトリセツ!（cBCラジオ）
- HELLO WORLD（J-WAVE）
- i Meet Up!（FM NACK5）
- とれたてワイド朝生（KNBラジオ）
- ラジオ歌謡選抜（FMおだわら）
- ON8+1（bayfm78）
- キラメキ ミュージック スター「キラスタ」（FM NACK5）
- 午後のまりやーじゅ（NHKラジオ第1）
- 金曜ブラボー。（ニッポン放送）
- deeper deeper（TOKYO FM）
- 劇団サンバカーニバル（FM-FUJI）
- 夜のピンチヒッター（ラジオ関西）
- 池田めぐみのFine!!（TBSラジオ）
- 酒井泰彦のMUSIC HOUR!（BSN新潟放送）
- GOOD MORNING OSAKA（FM OSAKA）
- ジョージのぶち好きやけー!（FM HOT 839 ほか）
- 町あかりの町のどうぶつ園（FM NACK5） - レギュラー（2017年4月 - ）
- 小森谷徹のFine!!（TBSラジオ）
- ミュ〜コミ+プラス（ニッポン放送）
- 60TRY部（ラジオ日本）
- KANAGAWA MUSIC LAND（Fm yokohama 84.7）
- 源石和輝 音楽博覧会（東海ラジオ）
- HITS one（TS ONE）
- いまみちともたかのうまくやれ！（FMおだわら）
- 中野アナへちょっと言わせて！～雷部屋（ラジオNIKKEI第1）

### インターネット番組
- 生のアイドルが好き（ニコニコ生放送）
- musicるマンディ（USTREAM・ニコニコ生放送・YouTube）
- もし売れアーティストSP（ニコニコ生放送）
- 町あかりの3時のおやつ（ニコニコ生放送）
- 町あかりの発散会（ニコニコ生放送）
- MOOSIC LAB 2015開催記念「MOOSIC DOMMUNE」BROADJ #1694（第二部）（DOMMUNE）
- ぶるぺん（USTREAM）
- 渋谷のほんだな（渋谷のラジオ）
- 6時のラジオ（ビクターLINELIVE配信）
- 町あかりと姫乃たまの飲み過ぎにご注意！（DOMMUNE）
- DELI町あかり（FRESH!）
- ファンシー絵みやげ概論5（DOMMUNE）
- 男はつらいよサントラ館（リスラジプレミアム）
- 町あかりの拝啓〇〇さま（TwitCasting）
- 町あかりの歌謡曲ガイド（twitcasting.tv/loft_heaven)
- 町あかりのチュンチュンレコードをご紹介（twitcasting.tv/）
- 町あかりの「町の動物園」（twitcasting.tv/）

### 映画
- シャノワールの復讐（2018年、監督：河崎実）[16] - 謎のOL 役
- タヌキ社長（2022年、監督：河崎実）

## 雑誌・新聞寄稿掲載
- an・an 1873号
- AERA 9月20日発売号
- SPOTTED701 vol.23
- 映画秘宝 2013年9月号
- De☆View 2013年9月号
- BUBKA 2014年1月号
- TV Bros. 2013年12.16発売号
- 月刊宝島 2015年2月号
- Quick Japan vol.120
- ミュージック・マガジン 2015年7月号
- 日本経済新聞 2015年7月7日（夕刊）
- 企業実務 2015年8月号 - 2016年12月号
- ミュージック・マガジン 2016年9月号
- ミュージック・マガジン 2016年10月号
- DIME 2016年11月号
- ミュージック・マガジン 2017年1月号
- 週刊新潮 2017年2月9日号
- 月刊エンタメ 2017年6月号
- 読売新聞 2017年5月26日（夕刊）
- 球団承認 Carp SPIRITS【カープスピリッツ2018】
- ミュージック・マガジン 2018年7月号
- CDJournal 2018年7月号
- IDOL FILE Vol.09 TOKYO 1

## スマートフォンアプリ
- iPhone App 町たたき[17]